# 美濃インターチェンジ
美濃インターチェンジ（みのインターチェンジ）は、岐阜県美濃市松森池田にある東海北陸自動車道のインターチェンジである。

## 歴史
- 1986年（昭和61年）3月5日 - 東海北陸自動車道の岐阜各務原IC - 当IC間の開通に伴い[2][3]、供用開始（当初より4車線での供用）[1]。
- 1994年（平成6年）3月25日 - 当IC - 美並IC間が開通[3][4]。供用開始当初は暫定2車線での供用[3]。
- 2004年（平成16年）12月4日 - 当IC - 瓢ヶ岳PA間が4車線化[3]。

## 道路
- E41 東海北陸自動車道（6番）

## 料金所
- ブース数：4

### 入口
- ブース数：2
  - ETC専用：1
  - ETC/一般：1

### 出口
- ブース数：2
  - ETC専用：1
  - ETC/一般：1

## 接続する道路
- 岐阜県道94号岐阜美濃線[1]

## 周辺
- 美濃市役所
- 岐阜県中濃総合庁舎
- 美濃市立中有知小学校
- うだつの上がる町並み
- 道の駅美濃にわか茶屋
- イオンタウン美濃
- 美濃和紙の里会館
- 長良川鉄道越美南線 松森駅・美濃市駅

## 美濃バスストップ

### 停車する路線
旅客案内上では高速美濃（こうそくみの）と称する。
- 岐阜バス
  - 高速八幡線
名鉄岐阜 − JR岐阜 − 高速各務原BS − 高速関BS - 高速美濃BS - 高速郡上美並BS − 五町神明公園 − 郡上八幡博覧館前 − 郡上八幡城下町プラザ − 郡上八幡駅 − ホテル郡上八幡
  - 高速八幡名古屋線
名鉄バスセンター − 高速各務原BS − 高速関BS - 高速美濃BS - 高速郡上美並BS − 郡上八幡城下町プラザ
- 加越能バス
  - 高速高岡氷見線 [注 1]
名鉄バスセンター ー加越能バス本社前　　　※現在、この停留所の停車は、終了している

また、高速美濃ではないが、正面の岐阜県道94号線沿いに高速美濃バス停前停留所があり、以下の路線が発着する。
- 岐阜バス
  - 岐阜美濃線
美濃病院 − 美濃市役所 − 道の駅美濃にわか茶屋 − 美濃市駅 − 小瀬 − 小屋名 − 長山 − 日野橋 − 北一色 − 徹明町 − 名鉄岐阜 − JR岐阜
  - 牧谷線
美濃病院 − 美濃市駅 − 道の駅美濃にわか茶屋 − 安毛キャンプ場 − 谷戸 − 蕨生 − 美濃和紙の里公園 − 牧谷乙狩 − 洞戸観光やな − ほらどキウイプラザ
  - 高速名古屋関美濃線
（関市役所 − せき東山） − 関シティターミナル − 赤土坂 − 高速各務原BS − （栄 − 錦通本町 − 伏見町） − 名鉄バスセンター

## 隣
E41 東海北陸自動車道
(5)関IC - 関SA（上り線のみ） - 長良川SA（下り線のみ） - (5-1)美濃関JCT - (6)美濃IC - 古城山PA（上り線のみ） - (7)美並IC